# Piękna Madonna z Wrocławia
Piękna Madonna z Wrocławia – gotycka rzeźba przedstawiająca Marię i Dzieciątko Jezus. Jeden z najcenniejszych pełnoplastycznych wizerunków nazywanych Pięknymi Madonnami, typowymi dla stylu pięknego – kierunku w sztuce gotyckiej obecnego w krajach Europy Środkowej na przełomie XIV i XV wieku. Przed 1945 rokiem rzeźba znajdowała się w Śląskim Muzeum Rzemiosła Artystycznego i Starożytności we Wrocławiu, a obecnie prezentowana jest w Galerii Sztuki Średniowiecznej w Muzeum Narodowym w Warszawie.

## Wygląd
Piękna Madonna z Wrocławia jest pełnoplastyczną (tj. opracowaną rzeźbiarsko z każdej strony) figurą o wysokości 113 cm. Wykonana jest z wapienia i częściowo pokryta polichromią. Maria została ukazana w młodym wieku, jej twarz jest pełna urody, ma delikatne rysy, wysokie czoło, lekko przysłonięte powiekami oczy, drobne usta. Włosy ułożone są w loki. Głowę ma nakrytą welonem, na nim ma ponadto nałożoną koronę. Poza Marii przypomina studyjny kontrapost, wsparta jest na prawej nodze, zaś lewa noga jest zgięta i nieco wysunięta do przodu. W wyniku tego głowa i korpus ciała są przeciwstawnie wygięte. Dynamikę kompozycji wzbogaca forma płaszcza, który z tyłu mocno przylega do ciała, zaś z przodu bardzo swobodnie układa się w dekoracyjne fałdy. Z lewej strony charakteryzują się one dość silnymi paralelnymi wygięciami, zaś po prawej stronie, podobnie jak w welonie, przybierają kaskadowe formy.
Dzieciątko jest nagie, siedzi na jej lewym ramieniu, swój wzrok kieruje w stronę jabłka, którego nieśmiało dotyka prawą ręką. Z zachowanych fragmentów polichromii można odczytać pierwotny koloryt dzieła: delikatne biało-brzoskwiniowe odcienie karnacji Marii i Dzieciątka, ciemnobłękitne podbicie płaszcza, złocenia krawędzi szat i korony Marii, a także włosów Jezusa. Najtrudniej jest odczytać kolor płaszcza, który mógł być biały lub czerwony. Ośmioboczny cokół zachował śladowe ilości zielonej farby.

## Analiza
Wrocławska Piękna Madonna charakteryzuje się dynamiczną, płynną kompozycją, lekką idealizacją urody i dekoracyjnością obfitych draperii szat. Jednakże artysta nie zaniechał realizmu, co widoczne jest zarówno w studyjnym kontrapoście pozy Marii, miękkim modelunku ciała Dzieciątka, proporcjach, znajomością anatomii, przestrzenności poszczególnych elementów bryły, jak i dbałości o wszystkie szczegóły. Realistyczne podkreślenie kobiecej urody Marii ma w teologii odniesienie do piękna duchowego Matki Bożej, która ze względu na owoc jabłoni staje się Nowa Ewą, pokornie akceptując przyjście na świat Zbawiciela. Tym samym przebaczone zostaje nieposłuszeństwo Pramatki, która wbrew woli Bożej skosztowała owoc z Drzewa Poznania. Chrystus, przyjmując symboliczny owoc, staje się Nowym Adamem, który poprzez swoje ziemskie życie, zakończone ofiarą złożoną na Drzewie Krzyża, zbawia całą ludzkość od grzechów, w tym grzechu pierworodnego poniesionego również przez Praojca. Obnażone ciało Dzieciątka prezentowanego przez Marię ma na celu nie tylko podkreślenie człowieczeństwa Chrystusa, lecz także kojarzone jest z Eucharystią. Domyślna czerwień płaszcza Matki Bożej mogła kojarzyć się z krwią Syna przelaną podczas męczeńskiej śmierci. Natomiast biel sukni Marii jest kojarzona z ciałem Chrystusa, a ponadto z Barankiem Bożym i wspomnianym w Apokalipsie św. Jana zbawionego ludu (Ap 7, 9-15). Tym samym oba domniemania łączy wspólna interpretacja – czerwień i biel szat Marii zawierają symbolikę zbawienia ludu, co w przypadku wrocławskiej figury jest w pełni adekwatne.
Nieznany jest autor i zleceniodawca oraz proweniencja i pierwotne miejsce docelowe wrocławskiej Pięknej Madonny. Przed 1945 rokiem figura znajdowała się we Museum für Kunstgewerbe und Altertümer we Wrocławiu. W starszej literaturze istnieją przypuszczenia, iż figura znajdowała się w kościele św. Elżbiety, jednej z dwóch far w Starym Mieście we Wrocławiu. Znajdujący się na przełomie XIV i XV wieku w Koronie Czeskiej Śląsk z Wrocławiem stanowił ważny ośrodek artystyczny, w którym powstawało wiele pełnoplastycznych rzeźb kultowych. Oprócz Pięknej Madonny powstało szereg innych podobnych przedstawień maryjnych i innych rzeźb m.in. Maria z Dzieciątkiem we wrocławskim Muzeum Narodowym, Piety dla kościołów NMP na Piasku (obecnie w Muzeum Narodowym we Wrocławiu) i Św. Elżbiety oraz Grupa Ukrzyżowania w kaplicy Dumlosych przy tymże kościele (w zbiorach Muzeum Narodowego w Warszawie).
Problematyka stylu pięknego, którego swego rodzaju synonimem są Piękne Madonny, jest przedmiotem licznych dyskusji badaczy. Szczególnie często poruszane są kwestie genezy, zasięgu terytorialnego, charakterystyki, a także czasu trwania tego nurtu. Około 1400 prócz Śląska kamienne i drewniane figury Marii z Dzieciątkiem powstawały dla zleceniodawców głównie na terenie innych krajów Europy Środkowej: Czech, Austrii, Bawarii, Szwabii, Nadrenii, a ponadto państwa zakonu krzyżackiego. Poza wrocławską figurą do najsławniejszych prac tego typu zalicza się z figurę Marii z Dzieciątkiem z Czeskiego Krumlova (obecnie w Kunsthistorisches Museum w Wiedniu) oraz Piękną Madonnę Toruńską z kościoła Świętych Janów w Toruniu (zaginiona w 1944). Dzieła te zazwyczaj datuje się na około 1390–1400. Oprócz stolicy Śląska jako miejsce wykonania wrocławskiej Pięknej Madonny oraz najważniejszych tego typu figur badacze wskazują na Pragę. Stolica Korony Czeskiej za panowania ostatnich Luksemburgów, głównie króla Wacława IV (1378–1419), i jego ojca Karola IV, należała do głównych centrów artystycznych Europy.